# Uvatskij rajon
L'Uvatskij rajon (in russo Уватский район?) è un rajon (distretto) dell'Oblast' di Tjumen', nella Russia asiatica.
Si estende nella parte settentrionale della oblast' ed è, con circa 48.000 chilometri quadrati, il rajon con la superficie più vasta. Il capoluogo è il piccolo centro di Uvat.